# Боне (Мен и Лоара)
Боне (фр. Bauné) насеље је и општина у западној Француској у региону Лоара, у департману Мен и Лоара која припада префектури Анже.
По подацима из 2011. године у општини је живело 1623 становника, а густина насељености је износила 77,32 становника/km². Општина се простире на површини од 20,99 km². Налази се на средњој надморској висини од 28 метара (максималној 76 m, а минималној 22 m).

## Демографија
| 1962. | 1968. | 1975. | 1982. | 1990. | 1999. | 2011. |
| ----- | ----- | ----- | ----- | ----- | ----- | ----- |
| 511   | 563   | 502   | 901   | 1.142 | 1.290 | 1.623 |

График промене броја становника у току последњих година